# What Now My Love
"What Now My Love" är en populär sång. Det är från början en fransk sång, "Et Maintenant" ("Och nu") skriven av kompositören Gilbert Bécaud med text av Pierre Delanoë. Sedan i efterhand blev den översatt till engelska och en engelsk titel av Carl Sigman.

## Covers
- Herb Alpert
- Liberace
- Shirley Bassey
- Gilbert Bécaud
- Max Bygraves
- Lana Cantrell
- Petula Clark
- Ray Conniff
- Vic Damone
- Sammy Davis Jr.
- Duane Eddy
- Agnetha Fältskog
- Judy Garland
- Don Gibson
- Jackie Gleason
- Robert Goulet
- Buddy Greco
- Engelbert Humperdinck
- Patricia Kaas
- Ben E. King
- André Kostelanetz
- James Last
- Steve Lawrence
- Brenda Lee
- Norman Luboff Choir
- Al Martino
- Johnny Mathis
- Nana Mouskouri
- Mupparna
- Jim Nabors
- Willie Nelson
- Anthony Newley
- Wayne Newton
- Roy Orbison
- Frank Oz
- Elvis Presley
- Lou Rawls
- Della Reese
- Righteous Brothers
- Edmundo Ros
- Sandie Shaw
- Frank Sinatra
- Sonny & Cher
- Barbra Streisand
- The Supremes
- The Temptations
- Caterina Valente
- Dana Valery
- Sarah Vaughan
- Dionne Warwick
- Andy Williams
- Helmut Lotti